# Мурава (річка)
Мурава — річка у Вишгородському районі Київської області, права притока Болотної (басейн Дніпра).

## Опис
Довжина річки 12 км, похил річки — 2,8 м/км. Формується з багатьох безіменних струмків та 1 водойми. Площа басейну 40,8 км².
Ліва притока: Рогозня.

## Розташування
Бере початок на східній стороні від села Вишови.Тече переважно на північний схід у межах сіл Станишівки, Обухович і впадає у річку Болотну, ліву притоку Тетерева.